# Làmed
La làmed és la dotzena lletra de molts abjads (alfabets) semítics, incloent lamd 𐤋 en fenici, lāmaḏ ܠ en siríac, làmed ל en hebreu, lām ل en àrab i läwe ለ en amhàric.
La làmed està present en Unicode com a U+05DC ל hebrew letter lamed.

En fonètica làmed representa el so /l/.

## Origen
El nom d'aquesta lletra (lamd, làmed) vol dir «agulla». La lletra fenícia 𐤋 (lamd) deriva d'un dels jeroglífics egipcis que representa bastó.
La lletra fenícia lamd 𐤋 va donar lloc a la lambda (Λ) grega, la L llatina i la Л ciríl·lica.
| egipci | protosinaític | fenici |
| ------ | ------------- | ------ |
| 𓋿      |               | 𐤋      |

## Alfabet àrab
En alfabet àrab aquesta lletra es diu لام ['laːm] (lām). És la vint-i-tresena lletra de l'alfabet àrab (dotzena amb un valor de 30 en l'ordre abjadí). És una lletra solar. Prové, per via dels alfabets nabateu i arameu, de la lletra fenícia lamd.
| fenici | arameu | siríac | nabateu | àrab |
| ------ | ------ | ------ | ------- | ---- |
| 𐤋      | 𐡋      | ܠ      |         | ل    |

Representa el so consonàntic lateral /l/.
Només en el cas del nom de la Divinitat musulmana (o la judeocristiana en àmbits arabòfons), Al·là, el so d'aquesta lletra es velaritza (representat en AFI com a /ɫ/ o /lˁ/), sonant com la ela mallorquina.
| Aïllada | Final | Medial | Inicial |
| ل       | ـل    | ـلـ    | لـ      |

La lām es lliga a la següent lletra de la paraula. També ho fa amb la precedent, sempre que aquesta no sigui àlif, dāl, ḏāl, rā, zāy o wāw, que mai no es lliguen a la lletra posterior.
Quan la lām es lliga amn una àlif posterior, forma l'únic dígraf obligatori de l'alfabet àrab: لا, lām-àlif:
| Aïllada | Final | Medial | Inicial |
| لا      | ـلا   | ـلاـ   | لاـ     |

Observeu que, com l'àlif, el dígraf no es lliga amb la lletra següent.

### Representació, transcripció i transliteració
A la Viquipèdia existeix una proposta de directriu, vegeu-la per a les diferents maneres de transcriure i transliterar lām.
Lām es translitera com a L al SATTS i a l'alfabet de xat àrab.
A la representació Unicode, lām ocupa el punt U+0644 amb el nom ARABIC LETTER LAM.
A la codificació ISO 8859-6, el punt 0xe4.
Com a entitat HTML, es codifica com a ل

### Variants
L'alfabet soraní distingeix el so velaritzat de la lām amb un diacrític en forma d'angle a sobre: ڵ.

## Alfabet hebreu
En hebreu s'escriu com a ל, nom complet en hebreu és לָמֶד i transcrit com a Làmed.
| Variants | Variants   | Variants |
| Quadrada | Manuscrita | Raixí    |
| -------- | ---------- | -------- |
| ל        | Manuscrita | Raixí    |

La lletra ל o làmed és la dotzena lletra de l'alfabet hebreu. També pren el valor numèric de dotze. Prové, per via de l'alfabet arameu de la lletra fenícia lamd.

### Usos
En hebreu modern, aquest grafema transcriu el fonema lateral aproximant alveolar sonora [l].

### Simbolisme
Símbol d'ensenyament i propòsit. És una lletra majestuosa, alçant-se com una torre sobre les altres lletres al centre de l'àlefbet. Simbolitza el Rei dels reis. El Sobirà Absolut. D'una banda de la làmed està la caf que al·ludeix al Tron de Glòria de Déu mentre que per l'altre costat hi ha la mem de l'atribut de Déu com a Regent, les tres lletres juntes formen la paraula Melekh (Rei). La forma de la làmed consisteix d'una caf i una vav, en el seu sostre: caf = 20, vav = 6 i la seva suma és igual a 26 que és el valor numèric del Tetragrammaton (Jehovà). Làmed s'expressa per l'aprenentatge de l'home i l'ensenyament. Làmed representa també al cor, el cor de l'àlefbet (eclesiastès 3:1-8, 28). Esdeveniments en la vida de l'home que venen en un temps determinat. Làmed significa propòsit i transició. A causa de la seva forma es considera reina de les lletres, ja que el seu "cap" s'adreça a les altures mentre que el seu cos es manté ancorat en el material, en la terra. La làmed també se la pot considerar com dues vav que s'interrelacionen a la frontera entre amunt i avall, la vav superior és recta i la de baix està inclinada, en unir la làmed amb l'àlef es construeix el quart nom de Déu: El. Se li va preguntar una vegada a Rabí Josep: "Per què la lletra làmed és més alta que totes les altres?" I ell va contestar: "És l'herald que s'anomena "Lemad" (escoltar), i l'herald sempre se situa en un lloc alt".

## Alfabet siríac
| Madnḫaya | Serṭo | Esṭrangela | Unicode |
| -------- | ----- | ---------- | ------- |
|          |       |            | ܠ       |
| Lamad    | Lomad | Lamad      | Lāmaḏ   |

En alfabet siríac, la dotzena lletra és ܠ (en siríac clàssic: ܠܡܕ - lāmaḏ). El valor numèric de la lāmaḏ és 30. Prové, per via de l'alfabet arameu de la lletra fenícia lamd.

### Fonètica
Representa el so de la lateral aproximant alveolar sonora transliterat com a /l/.

## Alfabet amhàric
En alfabet amhàric aquesta lletra es diu ላዊ (läwe). És la segona lletra de l'alfabet amhàric. El seu valor numèric és 30. Kaf prové, per via de l'alfabet sud-aràbic del jeroglífic egipci S39.
| S39 | Lam | Läwe |
| --- | --- | ---- |
| 𓋿   | 𐩡   | ለ    |

Representa el so /l/.

### Ús
L'alfabet amhàric és una abugida on cada símbol correspon a una combinació vocal + consonant, és a dir, hi ha un símbol bàsic al qual s'afegeixen símbols per marcar la vocal. Les modificacions de la lletra ለ (läwe) són les següents:
| lä [lə] | lu | li | la | le | lə [lɨ], ∅ | lo | lʷa |
| ------- | -- | -- | -- | -- | ---------- | -- | --- |
| ለ       | ሉ  | ሊ  | ላ  | ሌ  | ል          | ሎ  | ሏ   |

## En altres alfabets
| Arameu     | Siríac  | Samarità | Ugarític | Fenici |
| ---------- | ------- | -------- | -------- | ------ |
| 𐡄          | ܗ       | ࠄ        | 𐎅        | 𐤄      |
| Sud-aràbic | Amhàric | Àrab     | Hebreu   |        |
| 𐩠          | ሀ       | ﻩ        | ה        |        |